# Dodecadodecaedro camuso
In geometria, il dodecadodecaedro camuso è un poliedro stellato uniforme avente 84 facce - 60 triangolari, 12 pentagonali e 12 a forma di pentagramma - 150 spigoli e 60 vertici.

## Coordinate cartesiane
Le coordinate cartesiane per i vertici del dodecadodecaedro camuso, spesso indicato con il simbolo U40 e il cui inviluppo convesso è un dodecaedro camuso non uniforme, sono date da tutte le permutazioni pari di:
{\displaystyle \left(\,\pm 2\alpha ,\,\pm 2,\,\pm 2\beta \,\right)}
{\displaystyle \left(\,\pm (\alpha +\beta \varphi ^{-1}+\varphi ),\,\pm (-\alpha \varphi +\beta +\varphi ^{-1}),\,\pm (\alpha \varphi ^{-1}+\beta \varphi -1)\,\right)}
{\displaystyle \left(\,\pm (-\alpha \varphi ^{-1}+\beta \varphi +1),\,\pm (-\alpha +\beta \varphi ^{-1}-\varphi ),\,\pm (\alpha \varphi +\beta -\varphi ^{-1})\,\right)}
{\displaystyle \left(\,\pm (-\alpha \varphi ^{-1}+\beta \varphi -1),\,\pm (\alpha -\beta \varphi ^{-1}-\varphi ),\,\pm (\alpha \varphi +\beta +\varphi ^{-1})\,\right)}
{\displaystyle \left(\,\pm (\alpha +\beta \varphi ^{-1}-\varphi ),\,\pm (\alpha \varphi -\beta +\varphi ^{-1}),\,\pm (\alpha \varphi ^{-1}+\beta \varphi +1)\,\right)}
con un numero pari di segni più, dove 
{\displaystyle \beta ={\frac {\ \ {\frac {\alpha ^{2}}{\varphi }}+\varphi \ \ }{\ \alpha \varphi -{\frac {1}{\varphi }}}}\ ,}
{\displaystyle \varphi ={\tfrac {1+{\sqrt {5}}}{2}}} è la sezione aurea e α è la radice reale positiva di {\displaystyle \varphi \alpha ^{4}-\alpha ^{3}+2\alpha ^{2}-\alpha -{\frac {1}{\varphi }}\quad \implies \quad \alpha \approx 0,7964421.}

## Poliedri correlati

### Esacontaedro pentagonale medio
L'esacontaedro pentagonale medio è un poliedro stellato isoedro, nonché il duale del dodecadodecaedro camuso, avente per facce 60 pentagoni irregolari.
Dato un dodecadodecaedro camuso di spigolo pari a 1, immaginando l'esacontaedro pentagonale medio come composto da 60 facce intersecanti a forma di pentagono irregolare, come riportato nella figura sottostante, di cui solo una parte visibile all'esterno del solido, e considerando la già citata sezione aurea e il numero {\displaystyle \xi \approx -0,409\,037\,788\,014\,42}, ogni faccia risulta avere tre angoli uguali di ampiezza pari a {\displaystyle \arccos(\xi )\approx 114,144\,404\,470\,43^{\circ }}, uno di ampiezza pari a {\displaystyle \arccos(\varphi ^{2}\xi +\varphi )\approx 56,827\,663\,280\,94^{\circ }} e l'ultimo di ampiezza pari a {\displaystyle \arccos(\varphi ^{-2}\xi -\varphi ^{-1})\approx 140,739\,123\,307\,76^{\circ }}, con due lati di lunghezza pari a {\displaystyle 1+{\sqrt {\frac {1-\xi }{-\varphi ^{-3}-\xi }}}\approx 3,854\,145\,870\,08,} due più corti di lunghezza {\displaystyle 1+{\sqrt {\frac {1-\xi }{\varphi ^{3}-\xi }}}\approx 1,550\,761\,427\,20,} e uno medio di lunghezza 2.